# Xã Vermillion, Quận Ashland, Ohio
Xã Vermillion (tiếng Anh: Vermillion Township) là một xã thuộc quận Ashland, tiểu bang Ohio, Hoa Kỳ. Năm 2010, dân số của xã này là 2.618 người.